# ألان تومسون (كاياكير)
ألان تومسون (بالإنجليزية: Alan Thompson)‏ هو راكب الكنو نيوزيلندي، ولد في 14 يونيو 1959 في غيسبورن ‏ في نيوزيلندا.

## وصلات خارجية
- ألان تومسون على موقع اللجنة الأولمبية الدولية (الإنجليزية)
- ألان تومسون على موقع أوليمبيديا (الإنجليزية)
- ألان تومسون على موقع اللجنة الأولمبية النيوزيلندية (الإنجليزية)
- ألان تومسون على موقع قاعة نيوزيلندا للمشاهير الرياضية (الإنجليزية)